# Route nationale 16 (Burkina Faso)
Pour les articles homonymes, voir Route nationale 16.
La route nationale 16 (RN 16) est une route du Burkina Faso allant de Koupéla à Cinkansé – puis vers la frontière togolaise – en passant par Tenkodogo. Sa longueur est d'environ 150 km.

## Tracé
- Route nationale 4 à Koupéla
  - Naftenga
  - Lioulgou
  - Dialgaye
  - Zéguédéga
  - Kampoa-Yargo
  - Aérodrome de Tenkodogo
- Tenkodogo vers la route nationale 17
  - Gouni-Peulh
  - Cella
  - Boumbin
  - Ouâda-Traditionnel
  - Gnangdin
  - Békouré
  - Bitou
  - Nohao
  - Mogandé vers la frontière ghanéenne et le village de Kulungugu – jonction avec la route nationale 2
  - Cinkansé vers la frontière togolaise à Cinkassé – jonction avec la route nationale 1 togolaise